# باشگاه فوتبال پتروشیمی تبریز
تیم فوتبال پتروشیمی تبریز از تیم‌های حرفه‌ای فوتبال ایران بود که در شهر تبریز مرکز استان آذربایجان شرقی قرار داشت. تیم‌های زیرمجموعه پتروشیمی به جز دوچرخه سواری در سال ۱۳۸۹ منحل شدند.

## تاریخچه
این تیم زیر مجموعه باشگاه پتروشیمی تبریز وابسته به شرکت پتروشیمی تبریز بود.
این تیم در آخرین سال حضور خود در لیگ دسته اول باشگاه‌های کشور فصل ۸۹–۱۳۸۸ در رتبهٔ خوبی قرار نگرفت که عمده دلیل آن، دیر بستن تیم (۴۰ ساعت مانده به آغاز مسابقات)، عدم تمرین و بدنسازی پیش از آغاز فصل و مهاجرت بازیکنان خوب این تیم و عدم جذب یار جایگزین و مناسب بود.
گفتنی است رکورد تعداد تماشاگر در لیگ دسته دوم باشگاه‌های ایران، به نام این تیم ثبت شد که ۱۸ هزار نفر در یک روز غیر تعطیل و بد موقع (روز یکشنبه خرداد ماه ۱۳۸۷ ساعت ۱۶) در بازی پتروشیمی تبریز - فجر منطقه ۲ تهران در ورزشگاه یادگار امام حضور یافتند و صعود این تیم به لیگ دسته اول را جشن گرفتند.

## رشته‌ها
باشگاه پتروشیمی تبریز در رشته‌های مختلفی از جمله فوتبال، فوتسال و دوچرخه سواری سرمایه‌گذاری می‌کرد.

### دوچرخه سواری
تیم دوچرخه سواری این باشگاه قهرمان ایران و آسیا است. این تیم هم‌اکنون در سطح کنتیننتال قرار دارد و تلاشهای زیادی صورت گرفته تا این تیم به سطح حرفه‌ای گام بگذارد و دوچرخه سواری آسیا را متحول کند.

### فوتسال
تیم فوتسال پتروشیمی تبریز در اولین دورهٔ حضور خود در لیگ برتر فوتسال باشگاه‌های کشور، با شکست دادن تیمهایی همچون فولاد ماهان اصفهان و شهید منصوری قرچک و کسب ۱۰ امتیاز از ۴ بازی رفت و برگشت با این دو تیم قدرتمند، به عنوان شگفتی ساز رقابتهای لیگ برتر فصل ۸۹–۱۳۸۸ معرفی شد و از بین ۱۴ تیم حاضر در مسابقات، در ردهٔ چهارم جدول قرار گرفت و در اولین سال حضور خود، معادلات فوتسال کشور را برهم زد و حیرت کارشناسان را موجب شد.